# 醃頭案
醃頭案，是2013年發生在臺灣的一起命案。2013年3月15日，位於嘉義縣水上鄉璿宿上天宮的公共廁所裏，被民眾發現一顆以食鹽醃製的女性頭顱。兇嫌陳佳富遭臺灣嘉義地方法院檢察署起訴，求處死刑，臺灣嘉義地方法院一審判為無期徒刑；臺灣高等法院臺南分院二審維持原判；2015年4月30日中華民國最高法院駁回上訴後無期徒刑定讞。

## 案發經過
2013年3月15日下午，新北市政府警察局三重分局大同派出所接獲由中華郵政公司所屬郵局遞送的匿名信，信件內容指出「陳婉婷的屍體在嘉義水上農會旁200公尺外的公園男廁裏，我沒辦法處理，請好心人幫忙。好心人留。」
大同派出所立刻將信件傳真給嘉義縣警察局水上分局，水上分局收到傳真後立即展開搜尋，3月15日18點，有清潔工於璿宿上天宮發現不明塑膠袋，向水上分局報案，水上分局立即派員趕往將其打開，發現一個層層包裝的女子頭顱，頭顱被抹上一層食鹽，像是為防腐醃屍。其頭顱先用女用內褲包裹，再套上短褲、T恤和外套，然後包上飼料袋、超商塑膠袋，最後再以大賣場塑膠袋包裹，至少七層包裝，外套內附一張字條寫著「陳婉婷」。
袋內頭顱已乾扁，推斷死亡時間約二至三天，協助處理頭顱的葬儀社人員指出「頭顱似有冷藏過，雙眼凹陷，頭顱是從下顎部切除，沒有脖子，很恐怖。」
警方查出，死者是新北市三重區失蹤女子陳婉婷。其二哥陳佳富與死者同住，是自助餐廚師，曾在上周二、周三向任職店家請假，並借出菜刀、手套；警方調閱其住家附近巷口監視器畫面，拍到陳佳富周二曾從家裡提著三大塑膠袋不明物體外出，陳佳富浴室牆面的磁磚縫中也採到可疑血跡，且調閱陳佳富的手機通聯紀錄，發現上周三其手機訊號從三重一路移動到發現頭顱的嘉義水上。
警方還表示：「陳婉婷原名陳淑慧，多年前改名陳婉婷，外人都不知道，鄰居都叫死者『阿慧』，但寄信人竟能精準把信件寄到原報案失蹤的大同派出所，並知道死者叫陳婉婷，研判寫匿名信者應與死者熟識。」警方又查出，陳佳富從2012年開始，就幫妹妹向五家保險公司投保，理賠金總額高達新臺幣600萬元，但其中1家因為繳不出保費而失效，顯然陳佳富當時經濟情況不佳，不排除是為了金錢，才痛下毒手。而依照民法規定，失蹤七年才可以宣告死亡，到時保險公司才會理賠，因此懷疑凶嫌是可能等不了那麼久，才演了這齣好心人戲碼。
陳佳富的中国大陆籍妻子劉淼淼在案件爆發前已經購買單程機票，以奔喪為由回到福建。而後面對福建省公安廳偵訊時表示，「在冰箱發現一顆冰凍的頭顱，擔憂自己可能遭滅口，因而倉促逃回大陸。」

## 起訴與審判
2013年6月，臺灣嘉義地方法院檢察署表示，在陳婉婷內褲上採到2名以上的男性精液，經DNA比對均已排除涉案，無陳佳富精液。專案小組調查，此二男子只與陳婉婷有性交易關係，並非命案兇手。而陳婉婷精神狀況不穩定，常濃粧對人傻笑，或者讓陌生男子「摸胸」以賺取金錢，購買香菸，甚至有時還會帶恩客回家性交易，令陳佳富相當不滿。檢方也動用科學鑑識辦案方法，將頭顱及疑似兇刀，送內政部警政署刑事警察局與法務部法醫研究所鑑識，開鑿住處牆壁地板，開挖死者公寓化糞池，採得微物跡證。檢警並請出新北市政府消防局特種搜救犬在陳佳富兄妹住處，嗅到死者血跡，又委託嘉義榮民醫院身心醫學部重新鑑定陳佳富精神狀態，發現他辨識能力與正常人無異。檢方起訴陳佳富，求處死刑。
2015年3月，二審判決書指出，擔任廚師的陳佳富（三十七歲）為詐領五筆、共667萬元壽險，2012年12月9日於住處掐死么妹陳婉婷（三十五歲），拿菜刀肢解屍體後，將頭顱用食鹽醃漬保存，部分屍塊及內臟則用絞肉機絞碎，加水稀釋由浴室排水孔排出。由於碎肉過多，一度堵塞下水道從樓下鄰居的地漏溢出，僅二樓鄰居的厠所就溢出兩大盆。

法官考量理由是，陳佳富對母親孝順，陳母長期照顧陳婉婷，她已經喪女，若判處陳佳富死刑，無疑再度剝奪其子，「考量親情選擇，難以判處死刑」，所以維持一審原判，判處被告無期徒刑。

## 後續
案發後傳出「公廁鬼故事」，傳說有人晚上有聽到女生哭聲或見到白衣女子，廟方備感困擾，加上廁所已老舊，因此拆掉重建，近來完工的廁所大有改善，讓人耳目一新。嘉義縣水上鄉鄉長王啟澧指出，醃頭案位於廟方公廁，因案子發生，民眾有心理障礙，廁所封閉長達半年，無法發揮作用，經拆除並移動幾公尺，配合景觀重建後，採原木造型，外觀新穎，獲得不錯評價，也不至於荒廢不用。